# Blas Benlliure y Gil
Blas Benlliure y Gil – hiszpański malarz.
Pochodził z rodziny o tradycjach artystycznych. Był synem malarza Juan Antonio Benlliure Tomás jego bracia Juan Antonio Benlliure y Gil i José Benlliure y Gil byli malarzami, a brat Mariano Benlliure był rzeźbiarzem. Artystami byli również jego kuzyni Emilio Benlliure Morales i Gerardo Benlliure Morales, nie osiągnęli jednak poziomu braci Benlliure y Gil.
Początkowo malarstwa uczył się u ojca, później w pracowni Franciska Domingo Marqués i Pedra Gonzáleza de Sepúlvedy. Podobnie jak jego bracia wyjechał do Rzymu, gdzie studiowało wielu młodych hiszpańskich artystów epoki. Po powrocie do kraju pracował jako dekorator i restaurator (współpracował z Narodowym Muzeum Sztuki Nowoczesnej), malował głównie scenki franciszkańskie, martwe natury i kompozycje kwiatowe.

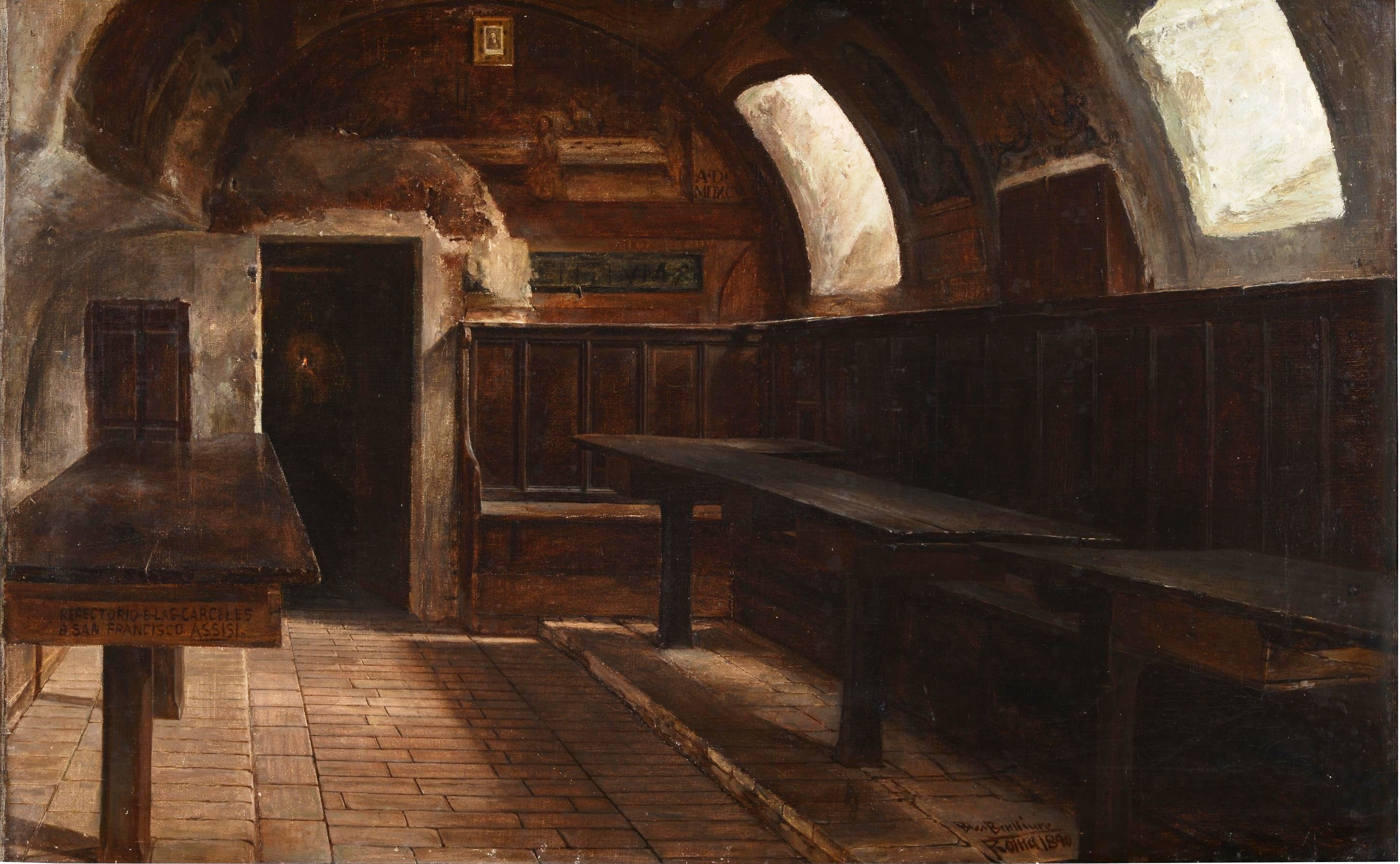
Refectorio de las Cárceles de San Francisco en Asís
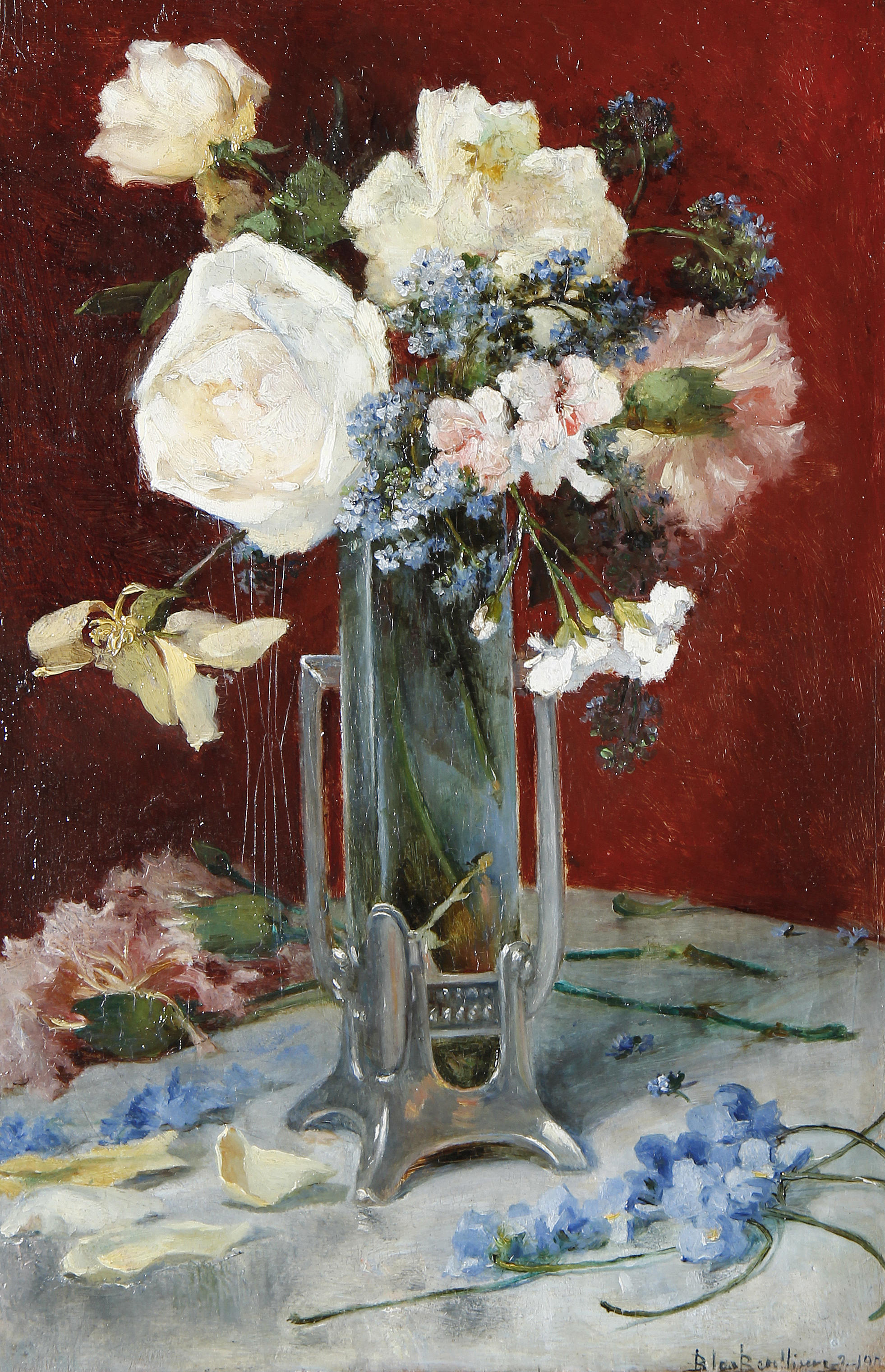
Martwa natura